# Max Poole
David Max Poole (Scunthorpe, 1 de marzo de 2003) es un ciclista profesional británico que compite con el equipo Team Picnic PostNL.

## Trayectoria
En 2023 fichó por el Team DSM después una campaña compitiendo con su equipo de desarrollo. En su primera carrera del UCI WorldTour, el Tour de Romandía, finalizó en cuarto lugar y, tras otros resultados destacados, en julio renovó su contrato hasta 2027. Acabó esa misma temporada participando en la Vuelta a España, donde terminó en la 49.ª posición.
En la Tirreno-Adriático 2024 sufrió una fractura de codo que lo mantuvo cuatro meses de baja. Reapareció en la Vuelta a Burgos, fue segundo tras Sepp Kuss por tan solo cinco segundos, antes de acudir otra vez a la Vuelta a España. En esta edición peleó por sumar un triunfo de etapa y hasta en cuatro ocasiones finalizó entre los tres primeros en alguna de ellas. Sus primeros éxitos llegaron antes de acabar el año en el Tour de Langkawi, prueba en la que ganó una etapa y la clasificación general.

## Palmarés
2024
- Tour de Langkawi, más 1 etapa

## Resultados en Grandes Vueltas
| Carrera | Carrera         | 2022 | 2023 | 2024 | 2025 |
| ------- | --------------- | ---- | ---- | ---- | ---- |
|         | Giro de Italia  | —    | —    | —    | 11.º |
|         | Tour de Francia | —    | —    | —    | —    |
|         | Vuelta a España | —    | 49.º | 35.º | —    |

―: no participa
Ab.: abandono

## Equipos
- Development Team DSM (2022)
- DSM/Picnic (2023-)
  - Team DSM (2023)[9]
  - Team dsm-firmenich (2023)
  - Team dsm-firmenich PostNL (2024)
  - Team Picnic PostNL (2025-)